# ¡Que viva México! (film inachevé)
Pour les articles homonymes, voir ¡Que viva México!.
Pour plus de détails, voir Fiche technique et Distribution.
¡Que viva México! (russe : Да здравствует Мексика!) est un long-métrage de Sergueï Eisenstein monté par Grigori Alexandrov et sorti en 1979 presque cinquante ans après le tournage en 1932.
« Eisenstein a décidé de faire un film original sur un pays original dont l’histoire tragique peut être contée sans acteurs professionnels, ni décor. » Grigori Alexandrov.

## Échec du tournage
Grigori Alexandrov affirme en préambule du film diffusé en 1979 qu’Eisenstein, lors de sa tournée américaine en 1930, voulait tourner un film sur le continent américain. Mais il ne trouve pas d’accord avec les producteurs d’Hollywood et se tourne vers Upton Sinclair pour produire le film. Il se décide alors à choisir le Mexique comme lieu de l’action et surtout comme sujet à part entière. Avant de commencer le tournage, Eisenstein et ses proches collaborateurs (Alexandrov et Tissé) rencontrent des intellectuels mexicains (Rivera, Siqueiros et Orozco) qui leur font découvrir le pays. Ils parcourent alors le Mexique du sud au nord : « Des milliers de kilomètres sur des routes difficiles » dit Alexandrov. L’équipe de tournage est réduite : elle se limite au réalisateur et à ses deux collaborateurs. 
En 1932, Upton Sinclair arrête de financer le tournage et confisque les 70 000 mètres de pellicule. On ne connaît pas précisément la raison qui a conduit à cette mésentente.

## Fiche technique
- Titre français : ¡Que viva México!
- Titre original : Да здравствует Мексика!
- Réalisation et scénario : Sergueï Eisenstein
- Assistants réalisateurs : Adolfo Best Maugard, Augustin Aragon Leiva
- Dialogues : film muet, un narrateur donne quelques précisions dans la version finale.
- Photographie : Tissé
- Montage : Grigori Alexandrov et Esther Tobak
- Musique : Emin Khatchatourian, Sergueï Skaïpka, Vladimir Tseïtline
- Producteur : Sovkino
- Pays d'origine : URSS
- Format : Noir et blanc, muet, 35mm
- Genre : documentaire
- Date de sortie : 1979

## Le montage final
Les bobines du tournage sont restés à Hollywood pour y être développées puis elles ont séjourné au musée d'art moderne de New York. Ce n’est que dans les années 1970 que les archives Gosfilm d’URSS en ont pris possession. Le problème est alors de taille : Eisenstein et Tissé sont morts. Alexandrov monte alors le film « tel que l’avait conçu Eisenstein, tel que je me l’imaginais et tel que je me le rappelle ». Alexandrov relit le scénario, consulte des dessins d’Eisenstein. Le film devait comprendre plusieurs épisodes, « certains presque documentaires, d’autres romancés » : 
1. Fiesta ;
2. Sandunga ;
3. Maguey ;
4. Soldadera.

Il a été possible de monter les trois premiers épisodes mais pas le dernier qui n’a pas été filmé. Soldadera devait montrer le Mexique à l’époque du soulèvement de 1910 qui aboutit à la Révolution mexicaine. « Le héros de l’épisode devait être le simple Mexique en lutte ». Les soldaderas sont les femmes des soldats qui allaient de village en village pour assurer l’approvisionnement des troupes. « Elles étaient constamment aux côtés des soldats et notre soldadera devait être le symbole du Mexique qui commence à comprendre que la force est non dans les dissensions, mais dans l’union du simple peuple contre la réaction ».